# Abdul Ghani Minhat

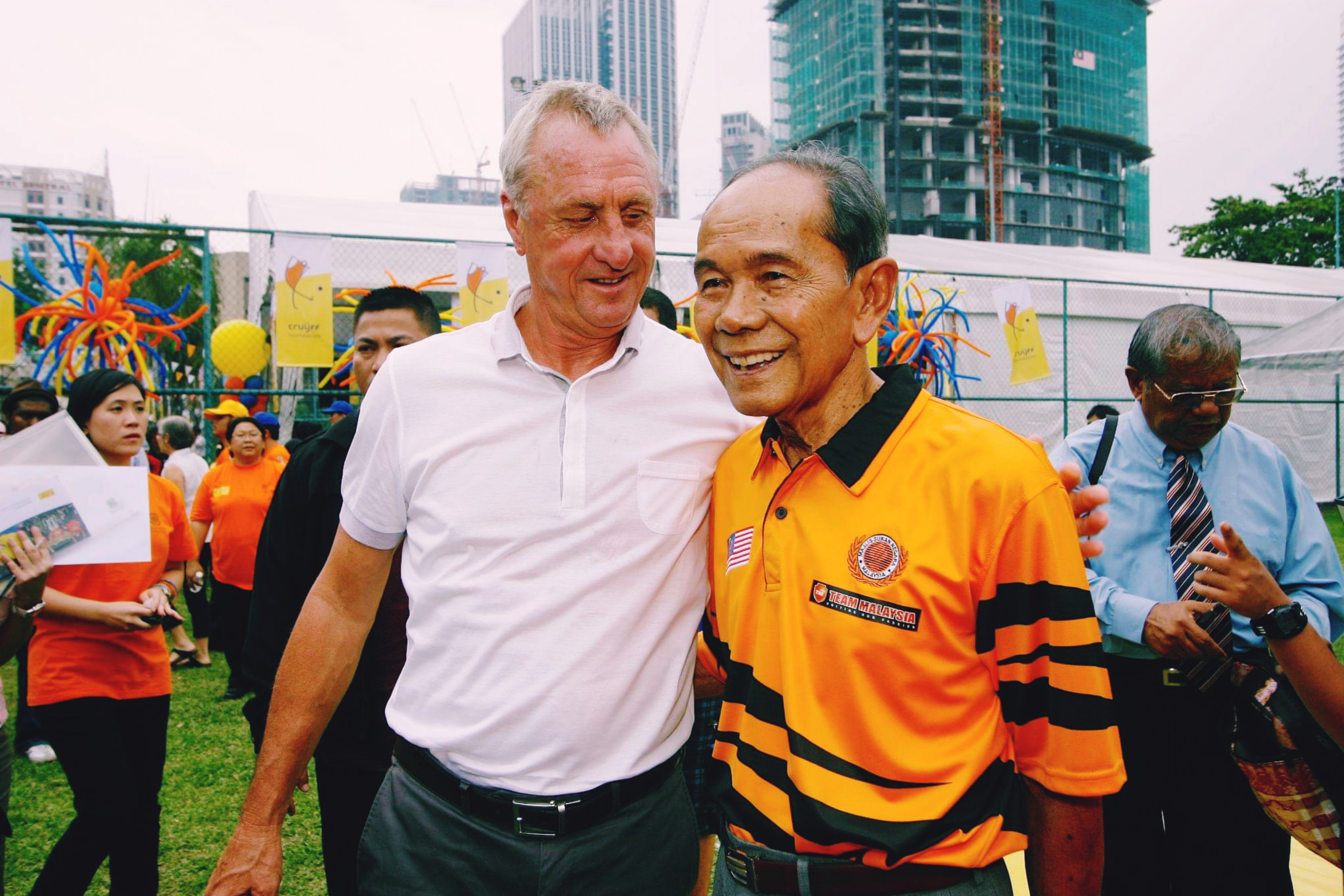
Abdul Ghani Minhat (rechts) mit Johan Cruyff

Abdul Ghani Minhat (* 23. Dezember 1935 in Rantau; † 28. September 2012 in Kuala Lumpur) war ein malaysischer Fußballspieler und -trainer.

## Sportlicher Werdegang
Ghani spielte im Laufe seiner Karriere für Selangor FA und Negeri Sembilan FA und gewann mehrfach die seinerzeit im Pokalmodus ausgetragene Meisterschaft. Dabei avancierte der Stürmer zum Auswahlspieler der malaysischen Nationalmannschaft, mit der er 1958, 1959 und 1960 die Pestabola Merdeka sowie den Fußballwettbewerb der Südostasienspiele 1961 gewann. Im Fußballturnier der Asienspiele 1962 holte er mit der Auswahl die Bronzemedaille. Im Gruppenspiel gegen die philippinische Nationalmannschaft, das mit einem 15:1-Erfolg endete, hatte er dabei elf Tore erzielt und somit entscheidend zum höchsten Sieg in der Geschichte der malaysischen Nationalmannschaft beigetragen.
Nach dem Ende seiner aktiven Laufbahn war Ghani 1969 kurzzeitig malaysischer Nationaltrainer. Später betreute er Selangor FA und gewann mit dem Klub dreimal den Meistertitel.